# خردل أبيض
الخردل الأبيض    أو أسْفَنْد نوع نباتي يتبع جنس الخردل من الفصيلة الصليبية. اسمه العلمي (باللاتينية: Sinapis alba) أو (باللاتينية: Brassica alba) أو (باللاتينية: Brassica hirta). يزرع لبذور الخردل الحنطية التي ينتجها أو لاستعمال نباته كعلف. أزهاره إلى الصفرة الفاقعة.

## الموئل والانتشار
موطنه منطقة البحر الأبيض المتوسط. وهو منتشر عالميًا اليوم.

## معرض صور

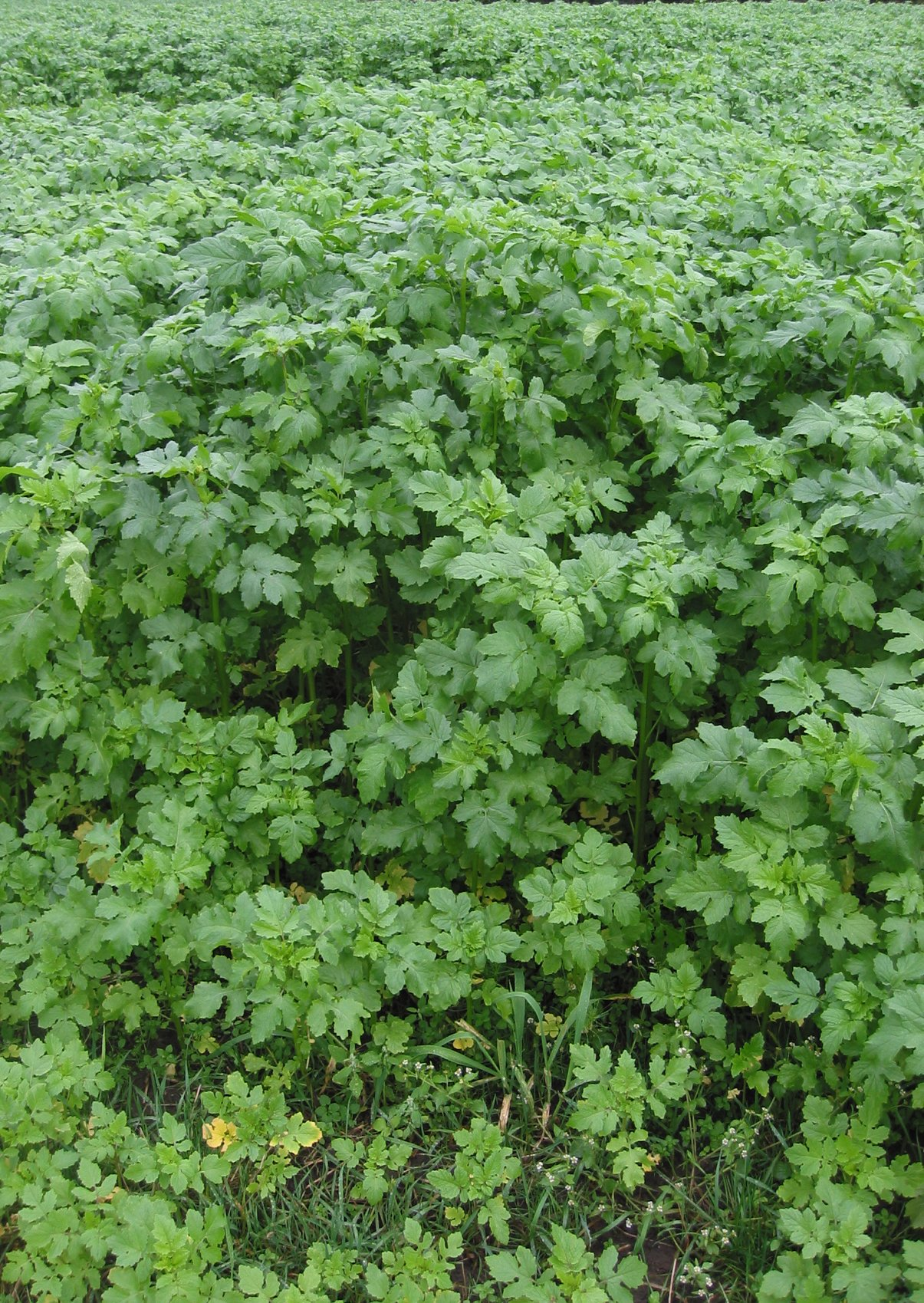
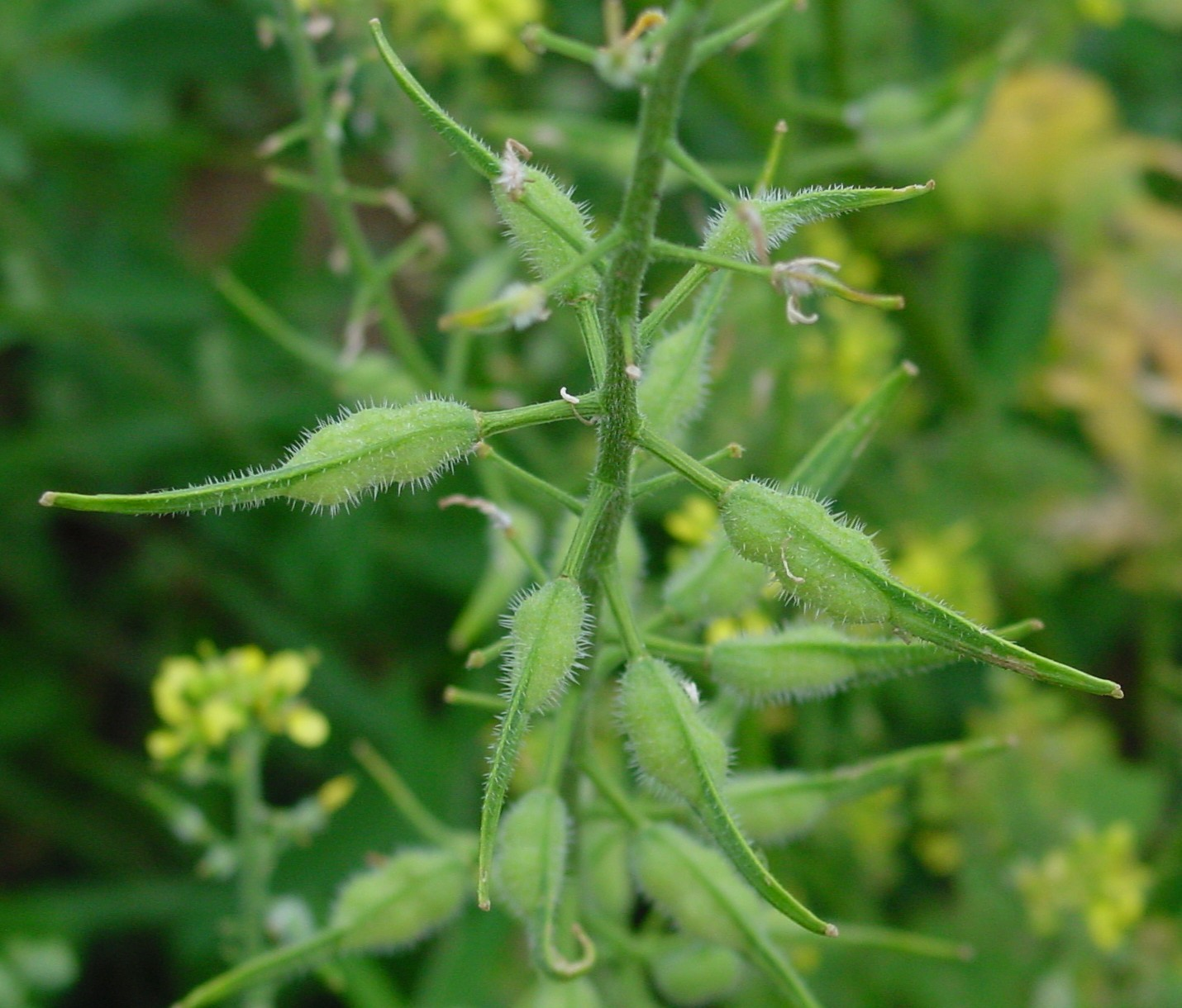
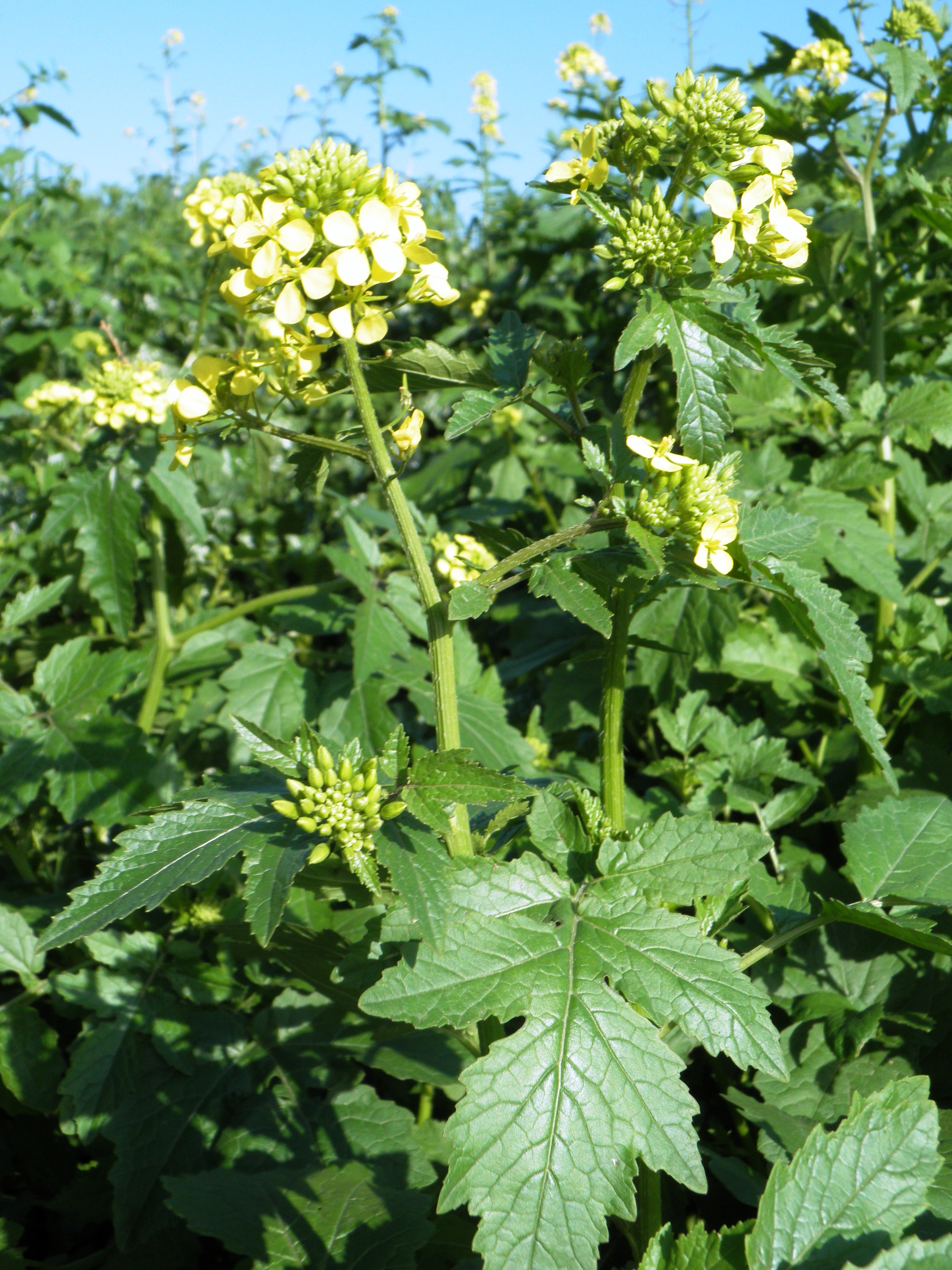
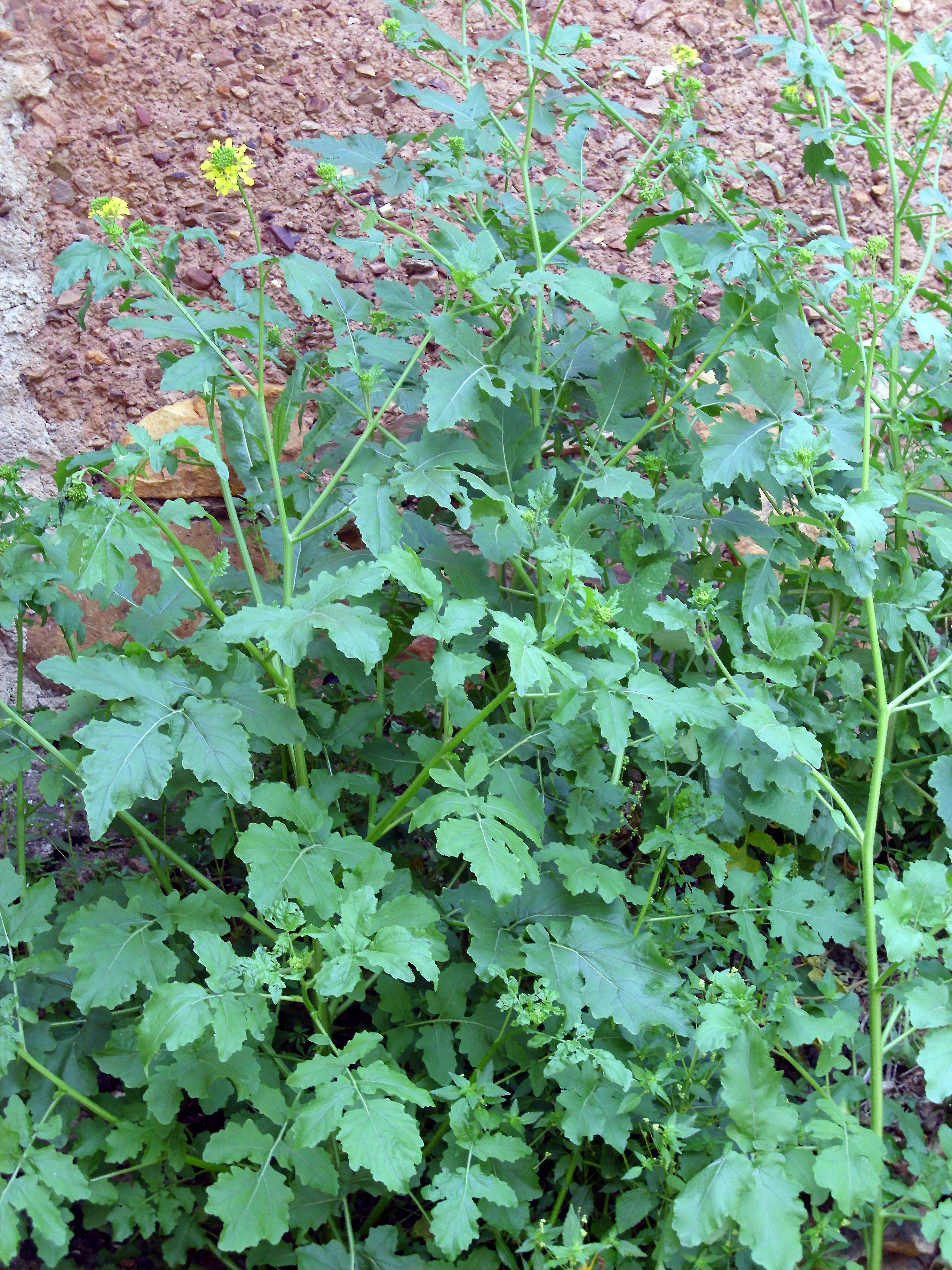
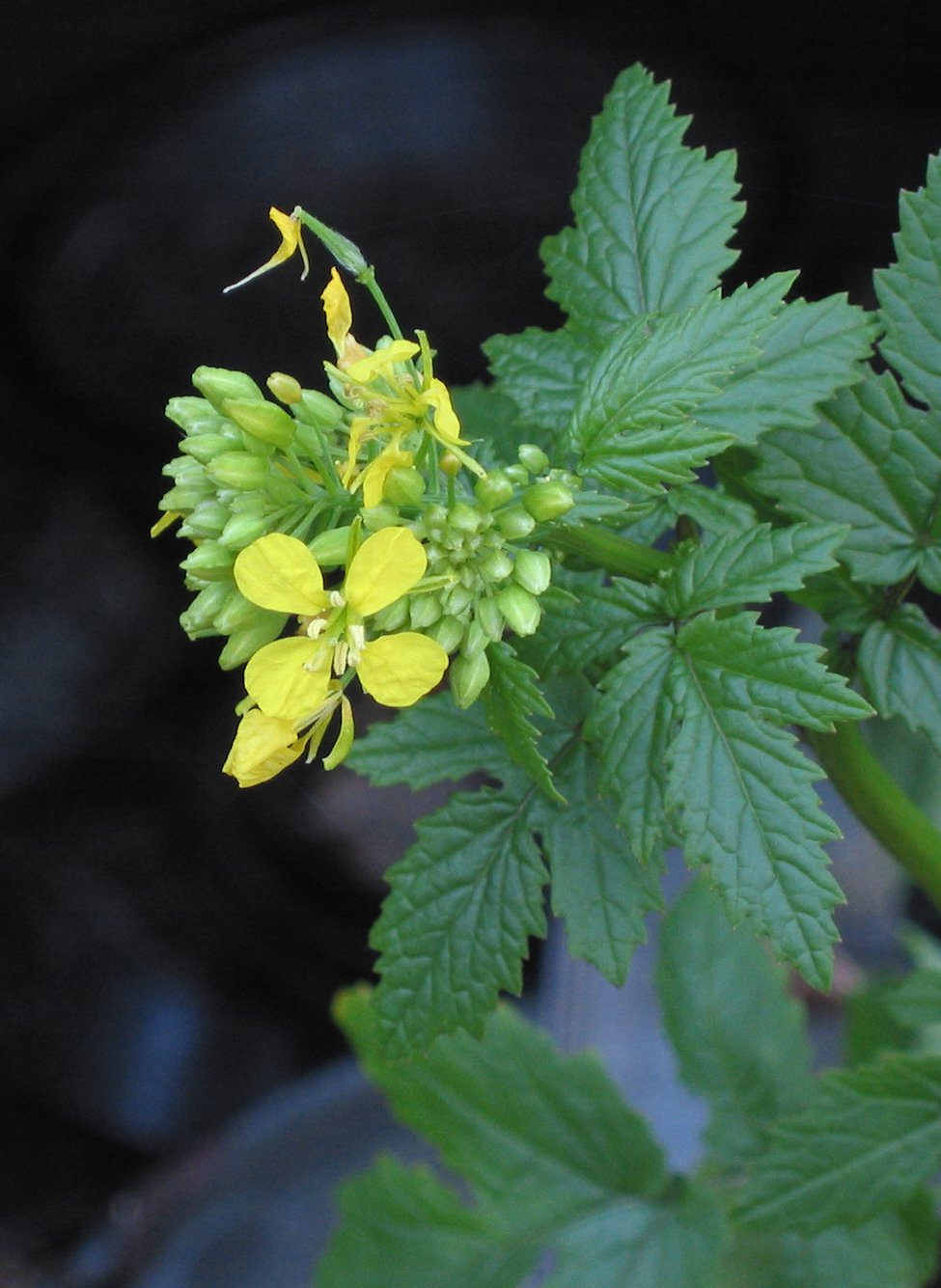

## الوصف النباتي

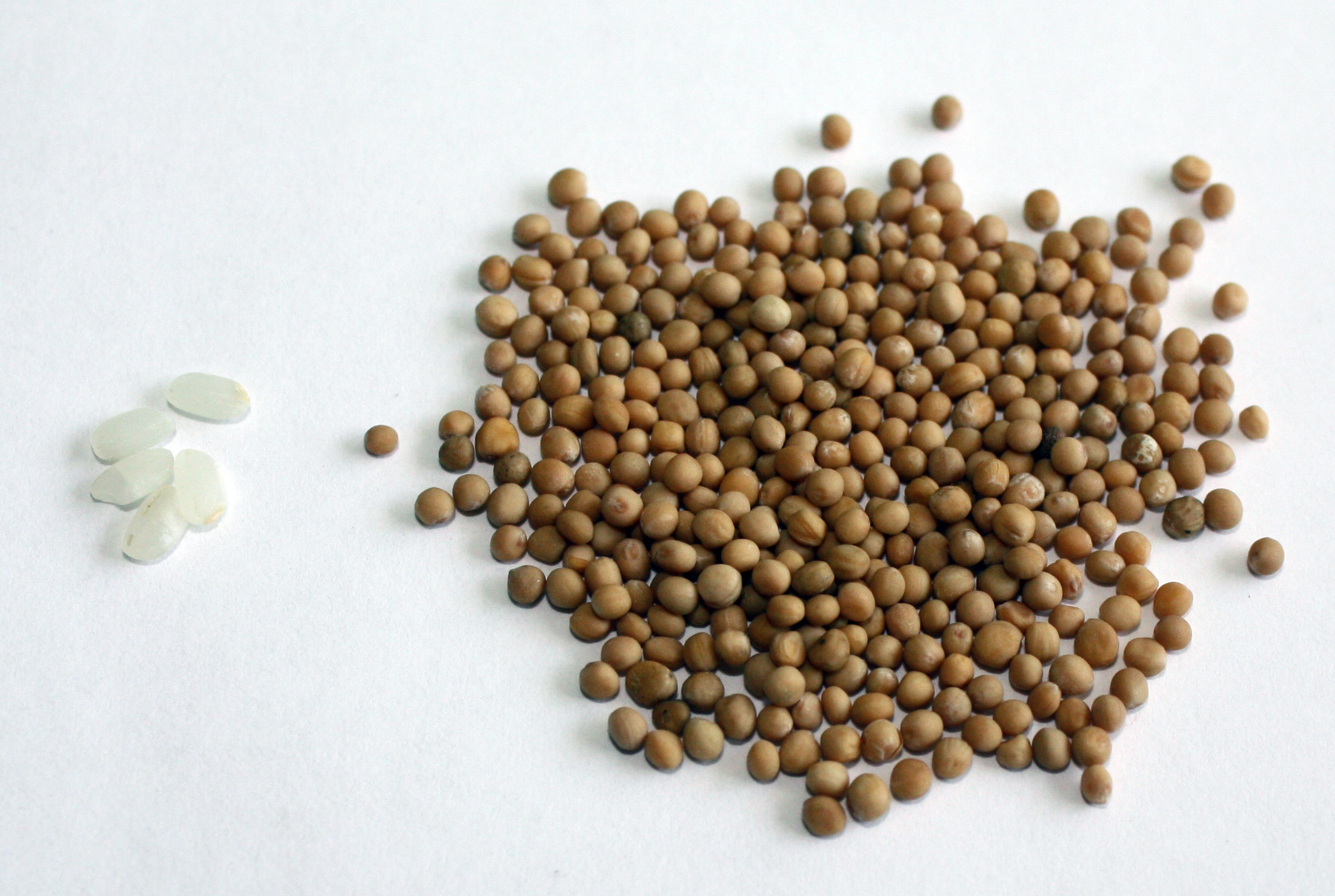
حبات خردل ابيض

نبات عشبي حولي.